# Pavla Topolánková
Pavla Topolánková, rozená Patáková, (* 7. května 1955 Bohumín) je bývalá manželka Mirka Topolánka, podnikatelka a politička strany Politika 21.

## Život
Vystudovala gymnázium v Bohumíně a Strojní fakultu VUT v Brně. Ve třetím ročníku se seznámila s Mirkem Topolánkem, za něhož se později provdala. Má s ním tři děti, dcery Petru a Janu a syna Tomáše. Až do narození syna pracovala jako učitelka odborných předmětů na gymnáziu, později na Střední průmyslové škole v Ostravě.
V médiích byla poprvé výrazněji zmiňována v roce 1996, kdy se stala senátorskou asistentkou svého muže Mirka Topolánka. V roce 2002 mu svým projevem pomohla ke zvolení za předsedu Občanské demokratické strany.
V létě 2006, v době, kdy se její manžel chystal převzít vládu po Jiřím Paroubkovi, překvapila veřejnost svou kandidaturou do Senátu ve volebním obvodě Ostrava-město za stranu Jany Bobošíkové Politika 21, kandidátem ODS zde byl Milan Balabán (obhajoval svůj mandát). Pavla Topolánková nepostoupila do 2. kola a senátorem se nakonec stal Otakar Veřovský – starosta městského obvodu Ostrava-Jih za ČSSD. Krátce na to její manžel poprvé přiznal určité problémy ve svojí rodině.
K roku 2010 pracovala jako kancléřka Vysoké školy finanční a správní a také ve sdružení Becario a v časopise Lobby vede rubriku o filantropii.[zdroj⁠?!]